# Lindley (Yorkshire du Nord)
Pour les articles homonymes, voir Lindley.
Lindley est un village et une paroisse civile du Yorkshire du Nord, en Angleterre.